# Trận Nghi Dương
Trận Nghi Dương (chữ Hán: 宜陽之戰, Hán Việt: Nghi Dương chi chiến), là trận chiến diễn ra vào thời Chiến Quốc giữa bốn nước Chư hầu là Tần, Ngụy, Hàn và Sở.

## Nguyên nhân và sự chuẩn bị của Tần

### Ý định của vua Tần
Sau khi đánh bại liên quân các nước ở Trận Hàm Cốc và chiếm được đất Hán Trung của nước Sở uy thế của Tần ngày càng tăng. Năm 308 TCN, Tần Vũ vương triệu thừa tướng Cam Mậu đến, bảo:
-"Quả nhân muốn đem chiến xa vào đất Tam Xuyên để cướp ngôi nhà Chu, như vậy khi quả nhân chết rồi danh sẽ bất hủ".
Cam Mậu bèn xin Tần Vũ vương cho mình sang Ngụy để liên minh cùng Ngụy đánh Hàn, thông Tam Xuyên tiến vào đất Chu. Vua Tần đồng ý, cử Cam Mậu cùng Hướng Thọ đi sứ nước Ngụy.

### Lời thề Tức Nhưỡng
Khi tới nước Ngụy, Cam Mậu bảo Hướng Thọ về báo đừng nên đánh nước Hàn vội. Khi Cam Mậu trở về, Tần Vũ vương thân hành đến đón ở Tức Nhưỡng, hỏi lý do vì sao không đánh Hàn ngay. Cam Mậu cho vua Tần biết là vì ông sợ vua Tần sau sẽ nghe lời gièm pha mà sinh nghi ông, buộc vua Tần phải cùng thề sẽ không ra lệnh lui quân ngay ở Tức Nhưỡng.
Năm 308 TCN, Tần Vũ vương cử Cam Mậu và Thứ trưởng Tật đem quân đánh Nghi Dương của nước Hàn. Trận chiến Nghi Dương bùng nổ.

## Diễn biến trận chiến

### Phùng Chương dâng đất cho Sở
Trong khi Cam Mậu đang đánh Nghi Dương thì Sở Hoài vương cũng sai Cảnh Thúy xuất quân giúp nước Hàn. Trước tình hình đó, Phùng Chương tâu xin với Tần Vũ vương đem đất Hán Trung dâng cho nước Sở để Sở không giúp Hàn nữa. Quân nước Sở rút lui.

### Vua Tần tăng viện cho Cam Mậu
Cam Mậu đánh thành Nghi Dương hơn năm tháng, sang đến năm 307 TCN vẫn chưa hạ được. Trong triều đình nước Tần, Công tôn Thích và Sư Lý Tật ở trong nước quả nhiên khuyên vua triệu Cam Mậu về. Tần Vũ vương ban đầu nghe theo. Cam Mậu sai sứ sang đáp:
-"Tức Nhưỡng còn đó".
Vua Tần chợt nhớ ra, không đòi về nữa, mà đem quân sang Nghi Dương tiếp viện cho Cam Mậu.

### Tăng tiền thưởng, lấy lòng quân
Sau khi có được viện quân, Cam Mậu tập trung binh lực đánh Nghi Dương, nhưng thúc trống ba lần mà quân không tiến tới được. Có viên hữu tướng nói rằng Cam Mậu không biết lượng sức. Cam Mậu bèn xuất tiền riêng ra thưởng cho tướng sĩ. Không bao lâu sao, Cam Mậu hạ được thành, chém đầu 6 vạn quân nước Hàn và chiếm được Nghi Dương.

## Kết quả và ý nghĩa
Sau khi đoạt được Nghi Dương, quân Tần tiếp tục tiến sau vào lãnh thổ nước Hàn, vượt sông Hoàng Hà chiếm được đất Vũ Toại, xây thành phòng thủ, từ đó áp sát và bước đầu tiếp cận được nhà Chu. Hàn Tương vương hoảng sợ, đành phải sai tướng quốc Công Trọng Xỉ sang nước Tần cầu hòa. Tần Vũ vương triệu Cam Mậu về nước, sai Hướng Thọ ở lại trấn thủ Nghi Dương.